# Ute Enzenauer
Ute Enzenauer (Ludwigshafen, Renània-Palatinat, 1 de setembre de 1964) va ser una ciclista alemanya que va competir tant en carretera com en pista.
Amb només 16 anys, va guanyar el Campionat del món en ruta.

## Palmarès en ruta
- 1981
  -  Campiona del Món en ruta
- 1986
  -  Campiona d'Alemanya en ruta
  - Vencedora d'una etapa a la Coors Classic
- 1987
  -  Campiona d'Alemanya en ruta

## Palmarès en pista
- 1985
  -  Campiona d'Alemanya en persecució
- 1986
  -  Campiona d'Alemanya en persecució